# RHYTHM FROM THE OCEAN
『RHYTHM FROM THE OCEAN』（リズム・フロム・ジ・オーシャン）は、日本のシンガーソングライターである杉山清貴の9枚目のオリジナル・アルバム。
1995年9月25日にダブリューイーエー・ジャパンからリリースされた。プロデューサーは杉山、エグゼクティブ・プロデューサーはダブリューイーエー・ジャパンの小杉 “Jr.” 理宇造とホリプロの鈴木正勝が担当しており、前作『ADD WATER』（1994年）から1年2か月ぶりとなる作品として発表され、先行シングルで、TBS系『噂の!東京マガジン』のエンディングテーマとしてオンエアされた「永遠の夏に抱かれて」（1995年）をはじめ、NHK 20歳の趣味講座『ダイビングパラダイス』のエンディングテーマとしてオンエアされ、先行シングルのカップリング曲である「COMING TO OASIS」、同年に死去した円谷皐のレクイエムである「夜明け前 (故 円谷 皐氏に捧ぐ)」、シングル「さよならのオーシャン」（1986年）のニューレコーディングバージョンである「さよならのオーシャン <オーシャン '95>」を含んだ全11曲が収録している。
本作はオリコンチャートで29位を獲得した。

## ディスクジャケット
ディスクジャケットは、イラストレーターの永井博が手がけ、海岸沿いをバックに高波が描かれたイラストとなっている。

## リリース
1995年9月25日にダブリューイーエー・ジャパンから、CDのみでリリースされた。
2016年5月25日にワーナーミュージック・ジャパンからデジタルリマスターを施されたうえで再リリースされた。

## 批評
| 専門評論家によるレビュー | 専門評論家によるレビュー |
| レビュー・スコア         | レビュー・スコア         |
| 出典                     | 評価                     |
| ------------------------ | ------------------------ |
| CDジャーナル             | 肯定的                   |

『CDジャーナル』は、杉山の音楽性に関して「こだわりという姿勢は、貫き通すことによってある種芸術的な雰囲気にまでその人を昇華させてしまうことがある」としたうえで、アルバムの完成度の高さに「デビュー以来一貫してサマー・ポップスに徹してきた杉山清貴。本作もまたオフショア感覚の軽快なリゾート・ポップスがぎっしりと詰まってます」と評価し、総括として「海やリゾート感が全開の一枚だ」といずれも肯定的な評価を下している。

## 収録曲
| #         | タイトル                                  | 作詞       | 作曲      | 編曲                                      | 時間  |
| --------- | ----------------------------------------- | ---------- | --------- | ----------------------------------------- | ----- |
| 1.        | 「Rhythm from the Ocean」                 | 青木久美子 | 杉山清貴  | - 杉山清貴 - コーラスアレンジ: 奥野恵     | 4:38  |
| 2.        | 「Endless Summer」                        | 増田俊郎   | 増田俊郎  | - 荒木真樹彦 - コーラスアレンジ: 奥野恵   | 5:17  |
| 3.        | 「君がいてくれて」                        | 田口俊     | 杉山清貴  | - 杉山清貴 - コーラスアレンジ: 奥野恵     | 5:10  |
| 4.        | 「永遠の夏に抱かれて」                    | 松井五郎   | 杉山清貴  | - 荒木真樹彦 - コーラスアレンジ: 杉山清貴 | 4:39  |
| 5.        | 「Summer Again」                          | 芹沢類     | 杉山清貴  | - 小林信吾 - コーラスアレンジ: 杉山清貴   | 5:55  |
| 6.        | 「『YES』から始まるlove story」           | 青木久美子 | 杉山清貴  | - 松下一也 - コーラスアレンジ: 奥野恵     | 5:53  |
| 7.        | 「COMING TO OASIS」                       | 杉山清貴   | 杉山清貴  | - 杉山清貴 - コーラスアレンジ: 奥野恵     | 5:31  |
| 8.        | 「WITH;」                                 | 渡辺なつみ | 杉山清貴  | 松下一也                                  | 5:25  |
| 9.        | 「君のすべてを包みたい」                  | 渡辺なつみ | 杉山清貴  | 小林信吾                                  | 5:09  |
| 10.       | 「夜明け前 (故 円谷 皐氏に捧ぐ)」         | 杉山清貴   | 佐藤健    | 松下一也                                  | 5:47  |
| 11.       | 「さよならのオーシャン <オーシャン '95>」 | 大津あきら | 杉山清貴  | 杉山清貴                                  | 6:32  |
| 合計時間: | 合計時間:                                 | 合計時間:  | 合計時間: | 合計時間:                                 | 59:56 |

## 参加ミュージシャン
- Keyboards: SHINGO KOBAYASHI, MAKIHIKO ARAKI, KAZUYA “COLLECTOR” MATSUSHITA
- Guitar: MICHAEL LANDAU, TIM PIERCE, MAKIHIKO ARAKI, KOJI “SUNSET” IRIE, KIYOTAKA SUGIYAMA
- Bass: JOHN PENA, HIROSHI “WOODY” WATANABE
- Drums: ABE LABORIEL Jr., TSUYOSHI “DAIWA” TAKAIE
- Sax: TERUO “LOVERS” GOTO, TOM SCOTT
- BGV Arrangements: JOSEPH WILLIAMS, GIGI WORTH, TERRY WOOD, KANA MATSUMOTO, LISA KIFF
- Synth Programmer: TOM KEANE
- Computer Programming & Manipulators: TOM KEANE, NORIKAZU MIURA

## リリース履歴
| No. | 日付          | レーベル                       | 規格 | 規格品番   | 備考                                |
| --- | ------------- | ------------------------------ | ---- | ---------- | ----------------------------------- |
| 1   | 1995年9月25日 | ダブリューイーエー・ジャパン   | CD   | WPC6-8136  |                                     |
| 2   | 2016年5月25日 | ワーナーミュージック・ジャパン | CD   | WPCL-12377 | - 再リリース盤 - デジタルリマスター |

## タイアップ
| # | 曲名                   | タイアップ                                                   | 出典  |
| - | ---------------------- | ------------------------------------------------------------ | ----- |
| 4 | 「永遠の夏に抱かれて」 | TBS系『噂の!東京マガジン』エンディングテーマ                 | [ 2 ] |
| 7 | 「COMING TO OASIS」    | NHK 20歳の趣味講座『ダイビングパラダイス』エンディングテーマ |       |